# Pseudocolopteryx citreola
Pseudocolopteryx citreola là một loài chim trong họ Tyrannidae.